# Girolamo Fracastoro
Girolamo Fracastoro (latinsko Hieronymus Fracastorius), italijanski učenjak, književnik, zdravnik, pesnik, astronom in geolog, * 1478, Verona, Beneška republika, (danes Italija), † 8. avgust 1553, Caffi, (danes Affi pri Veroni).

## Življenje in delo
Fracastoro je bil Kopernikov sošolec na Univerzi v Padovi.
Najbolj znano njegovo delo je Syphilis sive de morbo gallico (1530), primer didaktičnega pesništva 16. stoletja. Odtod izvira tudi beseda sifilis. Delo je prva razprava o tej bolezni.
Nova spoznanja o nalezljivih boleznih je podal v delu De contagione et contagiosis morbis (1546). Tu je predlagal, da nalezljive bolezni povzročajo prenosljiva telesca, podobna semenom, ki lahko prenašajo okužbo z neposrednim ali posrednim dotikom, ali celo brez dotika na večjih razdaljah. V tem delu je tudi prvi opisal tifus.

## Dela
- Syphilidis, sive Morbi Gallici (1530)
- Di Vini Temperatura (1534)
- Homocentricorum sive de Stellis, de Causis Criticorum Dierum Libellus (1535)
- Homocentrica (1538)
- De Contagione et Contagiosis Morbis (1546)
- Syphilis sive de morbo gallico (1539)

## Priznanja
Poimenovanja
Po njem se imenuje krater Fracastoro (Fracastorius) na Luni.